# پولپوشیو بریئس (نیومکزیکو)
پولپوشیو بریئس (به انگلیسی: Pulpotio Bareas) یک منطقهٔ مسکونی در ایالات متحده آمریکا است که در نیومکزیکو واقع شده‌است. پولپوشیو بریئس ۱۲۰ نفر جمعیت دارد و ۱٬۳۱۷٫۰۶ متر بالاتر از سطح دریا واقع شده‌است.